# MTV Tostedt
Der MTV Tostedt von 1879 e. V. ist ein Sportverein aus Tostedt. MTV steht für Männerturnverein.
Im Verein gibt es die Abteilungen Basketball, Poolbillard, Boule, Fußball, Handball, Leichtathletik, Radsport, Schach, Tennis, Tischtennis, Turnen, Volleyball und Wandern.

## Billard (Poolbillard)
Die Billardabteilung ist die jüngste Abteilung des MTV Tostedt und wurde 2017 gegründet. Anfangs wurde auf zwei Billardtischen im A1 Billardcafe Rade gespielt, mittlerweile nutzen die Spieler die Räumlichkeiten in der Friedrich-Vorwerk-Straße 17, wo Mitte 2018 das Billardleistungszentrum P 17 entstehen soll, dann mit acht Neun-Fuß-Tischen.
Das Angebot richtet sich an alle Billardinteressierten, egal mit welchen Vorkenntnissen oder Ambitionen. Mit Fertigstellung der neuen Halle richtet sich der Fokus speziell auf Jugendliche und Menschen mit körperlichen Handicap.
Aktuell nehmen zwei Mannschaften am Spielbetrieb des Norddeutschen Billard Verbandes e. V. teil, wobei die Erste den Aufstieg in die Kreisliga gerade perfekt gemacht hat (Juni 2018). Ziel für die Zukunft wird es sein, in jeder Liga des NBV mit einer Mannschaft vertreten zu sein, Jugendliche für die Teilnahme an deutschen Meisterschaften vorzubereiten und Handicapsportler ebenfalls zu den deutschen Meisterschaften zu entsenden.

## Handball
Handball gibt es seit 1946 im MTV. Die Frauen begannen auf dem Großfeld. In den Spielserien 1948–50 zählte Tostedt mit den Damen und Herren zu den Spielstärksten im Landkreis. In den folgenden Jahren kamen Jugendmannschaften dazu und auf Kreis- und Bezirksebene gab es viele Erfolge. Im Jahre 1980 konnte die 1. Frauenmannschaft unter der Leitung von Marlis Hölscher die Bezirksmeisterschaft erringen und stieg in die Oberliga Niedersachsen auf. Im 1987 erreichten die Damen die Niedersachsenmeisterschaft. 1990 folgte der Aufstieg in die Regionalliga (heute 3. Liga). 1995 konnte die Mannschaft das gesteckte Ziel, den Klassenerhalt in der Regionalliga, leider nicht in die Tat umsetzen und musste den Weg in die Oberliga antreten. Zum Leidwesen verließen daraufhin einige Leistungsträgerinnen den Verein, so dass die Mannschaft vor Beginn der Saison auch aus der Oberliga abgemeldet werden musste. Nach gut 20 Jahren, 2017, konnte der Erfolg wiederholt werden und das Team von Andreas Peikert schaffte wieder den Aufstieg in die Oberliga.
In der Saison 2019/20 waren zwei Frauen-, eine Männer- und elf Jugendmannschaften aktiv.

## Schach
Die 1. Mannschaft des MTV Tostedt im Schach spielte von 2018 bis 2021 in der Oberliga Nord West, das entspricht der 3. Liga. Für Tostedt spielten im Februar 2020 vier Titelträger: der Großmeister Zoltán Varga sowie die Internationalen Meister Albert Bokros, Gyula Izsák und Ádám Szeberényi. Nach dem Abstieg aus der Landesliga im Juli 2022 verzichtet die Abteilung vorerst auf eine weitere Teilnahme am Mannschaftsspielbetrieb.

## Tischtennis
In der Tischtennisabteilung waren in der Saison 2010/11 vier Damen-, fünf Herren- und sieben Nachwuchsmannschaften aktiv.
Die erste Damenmannschaft erreichte 1996 die 2. Bundesliga. Hier wurde sie in der Saison 2000/01 Meister in der Besetzung Gao Lin, Marketa Benecova, Ilka Uhrlandt, Silke Jark und stieg in die 1. Bundesliga auf. Hier spielte sie bis 2011. Gleichzeitig spielte die 2. Damenmannschaft nach 2007 zeitweise in der 2. Bundesliga. Trainer war bis September 2006 Holger Krützfeldt. Sein Nachfolger war Jimmie Langham.
Die 1. Herrenmannschaft tritt in der Oberliga an.